# EGOT
EGOT – skrótowiec czterech nagród w dziedzinie przemysłu rozrywkowego w Stanach Zjednoczonych:
- Emmy w zakresie telewizji,
- Grammy w zakresie muzyki,
- Oscara w zakresie filmu,
- Tony w zakresie teatru broadwayowskiego.

Zdobycie wszystkich czterech nagród jest uznawane za najwyższe wyróżnienie kultury masowej w USA. Najczęściej do tytułu EGOT nie wlicza się wyróżnień honorowych, nie zdobytych w wyniku konkursu. Ponadto do Emmy zalicza się tylko ogólnokrajowe Primetime Emmy i Daytime Emmy, wyklucza się zaś plebiscyty tematyczne i regionalne, także organizowane przez Amerykańską Akademię Telewizyjną.
Aktualnie EGOT ma 21 laureatów. Jedna z nich (Audrey Hepburn) skompletowała całą czwórkę pośmiertnie, a jeden (Robert Lopez) jest podwójnym laureatem, to znaczy każdą nagrodę zdobył co najmniej dwa razy. 6 innych osób zdobyło wszystkie cztery wyróżnienia, ale nie każde w kategorii konkursowej lub niektóre w dodatkowych plebiscytach Emmy.
Po raz pierwszy skrótowca EGOT użył w 1984 roku Philip Michael Thomas. Wyznał on, że oprócz pierwszych liter nagród, skrótowiec ten oznacza także „energy, growth, opportunity and talent” („energię, rozwój, możliwości i talent”).

## Lista laureatów
| Imię i nazwisko     | Liczba nagród | Lata | Rok pierwszej nagrody | Rok pierwszej nagrody | Rok pierwszej nagrody | Rok pierwszej nagrody | Rok  | Wiek | Nagrodzone profesje                                        |
| Imię i nazwisko     | Liczba nagród | Lata | Emmy                  | Grammy                | Oscar                 | Tony                  | Rok  | Wiek | Nagrodzone profesje                                        |
| ------------------- | ------------- | ---- | --------------------- | --------------------- | --------------------- | --------------------- | ---- | ---- | ---------------------------------------------------------- |
| Richard Rodgers     | 13            | 17   | 1962                  | 1960                  | 1945                  | 1950                  | 1962 | 59   | kompozytor                                                 |
| Helen Hayes         | 7             | 45   | 1953                  | 1977                  | 1932                  | 1947                  | 1977 | 76   | aktorka                                                    |
| Rita Moreno         | 5             | 16   | 1977                  | 1972                  | 1961                  | 1975                  | 1977 | 45   | aktorka, piosenkarka                                       |
| John Gielgud        | 6             | 30   | 1991                  | 1979                  | 1981                  | 1961                  | 1991 | 87   | aktor, reżyser                                             |
| Audrey Hepburn      | 6             | 41   | 1993                  | 1994                  | 1953                  | 1954                  | 1994 | 63   | aktorka                                                    |
| Marvin Hamlisch     | 12            | 23   | 1995                  | 1974                  | 1973                  | 1976                  | 1995 | 51   | kompozytor                                                 |
| Jonathan Tunick     | 4             | 20   | 1982                  | 1988                  | 1977                  | 1997                  | 1997 | 59   | kompozytor, dyrygent                                       |
| Mel Brooks          | 12            | 34   | 1967                  | 1998                  | 1968                  | 2001                  | 2001 | 74   | scenarzysta, kompozytor, aktor                             |
| Mike Nichols        | 15            | 40   | 2001                  | 1961                  | 1967                  | 1964                  | 2001 | 70   | reżyser, komik                                             |
| Whoopi Goldberg     | 6             | 17   | 2002                  | 1986                  | 1991                  | 2002                  | 2002 | 46   | komik, aktorka, prezenterka                                |
| Scott Rudin         | 21            | 28   | 1984                  | 2012                  | 2008                  | 1994                  | 2012 | 53   | producent                                                  |
| Robert Lopez        | 11            | 10   | 2008                  | 2012                  | 2014                  | 2004                  | 2014 | 39   | kompozytor                                                 |
| Andrew Lloyd Webber | 13            | 38   | 2018                  | 1980                  | 1997                  | 1980                  | 2018 | 70   | kompozytor, producent                                      |
| Tim Rice            | 12            | 38   | 2018                  | 1980                  | 1993                  | 1980                  | 2018 | 73   | autor tekstów, producent                                   |
| John Legend         | 18            | 12   | 2018                  | 2006                  | 2015                  | 2017                  | 2018 | 39   | piosenkarz, kompozytor, producent                          |
| Alan Menken         | 21            | 31   | 2020                  | 1991                  | 1989                  | 2012                  | 2020 | 70   | kompozytor, producent                                      |
| Jennifer Hudson     | 5             | 16   | 2021                  | 2009                  | 2006                  | 2022                  | 2022 | 40   | aktorka, piosenkarka, producentka                          |
| Viola Davis         | 5             | 22   | 2015                  | 2023                  | 2016                  | 2001                  | 2023 | 57   | aktorka, producentka                                       |
| Elton John          | 10            | 37   | 2024                  | 1987                  | 1995                  | 2000                  | 2024 | 76   | piosenkarz, kompozytor, autor tekstów, pianista, producent |
| Benj Pasek          | 6             | 7    | 2024                  | 2018                  | 2017                  | 2017                  | 2024 | 39   | kompozytor, autor tekstów, producent                       |
| Justin Paul         | 6             | 7    | 2024                  | 2018                  | 2017                  | 2017                  | 2024 | 39   | kompozytor, autor tekstów, producent                       |

### Lista zdobytych nagród
| Lp. | Zdjęcie | Imię, nazwisko i lata życia        | Emmy | Grammy | Oscary | Tony |
| --- | ------- | ---------------------------------- | --- | --- | --- | --- |
| 1   |         | Richard Rodgers (1902–1979)        | 1. 1962: Najlepsze osiągnięcie w kompozycji oryginalnej muzyki – Winston Churchill: The Valiant Years | 1. 1960: Najlepszy album do przedstawienia (z oryginalną obsadą) – Dźwięki muzyki 2. 1962: Najlepszy album do przedstawienia (z oryginalną obsadą) – No Strings | 1. 1945: Najlepsza piosenka oryginalna – „It Might as Well Be Spring” ze State Fair | 1. 1950: Najlepszy musical – South Pacific 2. 1950: Producent musicalu – South Pacific 3. 1950: Najlepsza muzyka – South Pacific 4. 1952: Najlepszy musical – Król i ja 5. 1960: Najlepszy musical – Dźwięki muzyki 6. 1962: Najlepszy kompozytor – No Strings 7. 1962: Specjalna nagroda Tony „za wszystko, co uczynił dla młodych w teatrze i za umieszczenie orkiestry na scenie podczas No Strings” 8. 1972: Specjalna nagroda Tony 9. 1979: Specjalna nagroda Tony imienia Lawrence’a Langnera za wybitne osiągnięcia w amerykańskim teatrze |
| 2   |         | Helen Hayes (1900–1993)            | 1. 1953: Najlepsza aktorka – Schlitz Playhouse of Stars, odcinek „Not a Chance” | 1. 1977: Najlepsze nagranie mówione – Great American Documents | 1. 1932: Najlepsza aktorka – Grzech Madelon Claudet 2. 1970: Najlepsza aktorka drugoplanowa – Port lotniczy | 1. 1947: Najlepsza aktorka w dramacie – Happy Birthday 2. 1958: Najlepsza aktorka w dramacie – Time Remembered 3. 1980: Specjalna nagroda Tony imienia Lawrence’a Langnera za wybitne osiągnięcia w amerykańskim teatrze |
| 3   |         | Rita Moreno (1931–obecnie)         | 1. 1977: Najlepszy ciągły lub pojedynczy występ aktorki drugoplanowej w programie specjalnym lub muzycznym – Muppet Show 2. 1978: Najlepszy pojedynczy występ aktorki pierwszoplanowej w serialu dramatycznym lub komediowym – The Rockford Files, odcinek „The Paper Palace”                                                                                   | 1. 1972: Najlepsze nagranie dla dzieci – The Electric Company | 1. 1962: Najlepsza aktorka drugoplanowa – West Side Story | 1. 1975: Najlepsza aktorka drugoplanowa w sztuce – The Ritz |
| 4   |         | John Gielgud (1904–2000)           | 1. 1991: Najlepszy aktor pierwszoplanowy w miniserialu lub programie specjalnym – Summer’s Lease | 1. 1979: Najlepsze nagranie mówione, dokumentalne lub fabularne – Ages of Man | 1. 1981: Najlepszy aktor drugoplanowy – Artur | 1. 1948: Najlepsza obsada obcojęzyczna – The Importance of Being Earnest 2. 1959: Specjalna nagroda Tony „za wkład do teatru poprzez jednoosobową sztukę Ages of Man” 3. 1961: Najlepszy reżyser dramatu – Big Fish, Little Fish |
| 5   |         | Audrey Hepburn (1929–1993)         | 1. 1993: Najlepsze osiągnięcie indywidualne w programie informacyjnym – Ogrody świata | 1. 1994: Najlepszy album mówiony dla dzieci – Audrey Hepburn’s Enchanted Tales | 1. 1953: Najlepsza aktorka pierwszoplanowa – Rzymskie wakacje 2. 1993: Specjalny Oscar, nagroda za działalność humanitarną im. Jeana Hersholta | 1. 1954: Najlepsza aktorka w sztuce – Ondyna 2. 1968: Specjalna nagroda Tony za całokształt twórczości |
| 6   |         | Marvin Hamlisch (1944–2012)        | 1. 1995: Najlepsze osiągnięcie indywidualne w dyrekcji muzycznej – Barbra: The Concert 2. 1995: Najlepsze osiągnięcie indywidualne w kompozycji i tekście – Barbra: The Concert 3. 1999: Najlepsza muzyka i tekst – AFI’s 100 Years... 100 Movies 4. 2001: Najlepsza dyrekcja muzyczna – Timeless: Live in Concert                                              | 1. 1974: Piosenka roku – „The Way We Were” 2. 1974: Najlepszy nowy artysta 3. 1974: Najlepszy popowy występ instrumentalny – „The Entertainer” 4. 1974: Album z oryginalną muzyką na rzecz filmu lub programu telewizyjnego – The Way We Were | 1. 1973: Najlepsza muzyka oryginalna – Tacy byliśmy 2. 1973: Najlepsza piosenka oryginalna – „The Way We Were” 3. 1973: Najlepsza muzyka adaptowana – Żądło | 1. 1976: Najlepsza muzyka – Chór |
| 7   |         | Jonathan Tunick (1938–obecnie)     | 1. 1982: Najlepsze osiągnięcie w dyrekcji muzycznej – Night of 100 Stars | 1. 1988: Najlepsza aranżacja instrumentalna w utworze wokalnym – „No One is Alone” | 1. 1977: Najlepsza muzyka adaptowana – Mała nocna muzyka | 1. 1997: Najlepsza instrumentacja – Titanic |
| 8   |         | Mel Brooks (1926–obecnie)          | 1. 1967: Najlepsze osiągnięcie w scenariuszu programu specjalnego – The Sid Caesar, Imogene Coca, Carl Reiner, Howard Morris Special 2. 1997: Najlepszy aktor gościnny w serialu komediowym – Szaleję za tobą 3. 1998: Najlepszy aktor gościnny w serialu komediowym – Szaleję za tobą 4. 1999: Najlepszy aktor gościnny w serialu komediowym – Szaleję za tobą | 1. 1998: Najlepszy komediowy album mówiony – The 2000 Year Old Man in the Year 2000 2. 2002: Najlepszy teledysk długometrażowy – Recording The Producers: A Musical Romp with Mel Brooks 3. 2002: Najlepszy album musicalowy – Producenci | 1. 1968: Najlepszy scenariusz oryginalny – Producenci 2. 2024: Oscar honorowy | 1. 2001: Najlepsze libretto musicalowe – Producenci 2. 2001: Najlepsza muzyka – Producenci 3. 2001: Najlepszy musical – Producenci |
| 9   |         | Mike Nichols (1931–2014)           | 1. 2001: Najlepsza reżyseria miniserialu, filmu telewizyjnego lub programu specjalnego – Dowcip 2. 2001: Najlepszy film telewizyjny – Dowcip 3. 2004: Najlepsza reżyseria miniserialu, filmu telewizyjnego lub programu specjalnego – Anioły w Ameryce 4. 2004: Najlepszy miniserial – Anioły w Ameryce                                                         | 1. 1961: Najlepszy występ komediowy – An Evening with Mike Nichols and Elaine May | 1. 1967: Najlepszy reżyser – Absolwent | 1. 1964: Najlepszy reżyser dramatu – Boso w parku 2. 1965: Najlepszy reżyser dramatu – Luv i Dziwna para 3. 1968: Najlepszy reżyser dramatu – Plaza Suite 4. 1972: Najlepszy reżyser dramatu – Więzień Drugiej Alei 5. 1977: Najlepszy musical – Annie 6. 1984: Najlepszy reżyser sztuki – The Real Thing 7. 1984: Najlepsza sztuka – The Real Thing 8. 2005: Najlepszy reżyser musicalu – Monty Python’s Spamalot 9. 2012: Najlepszy reżyser sztuki – Śmierć komiwojażera |
| 10  |         | Whoopi Goldberg (1955–obecnie)     | 1. 1997: Specjalna nagroda Emmy za Comic Relief 2. 2002: Najlepszy program specjalny – Beyond Tara: The Extraordinary Life of Hattie McDaniel 3. 2009: Najlepszy prowadzący talk-show – The View | 1. 1986: Najlepsze nagranie komediowe – Whoopi Goldberg: Direct from Broadway, Original Broadway Show Recording | 1. 1991: Najlepsza aktorka drugoplanowa – Uwierz w ducha | 1. 2002: Najlepszy musical – Thoroughly Modern Millie |
| 11  |         | Scott Rudin (1958–obecnie)         | 1. 1984: Najlepszy program dziecięcy – He Makes Me Feel Like Dancin’ | 1. 2012: Najlepszy album musicalowy – The Book of Mormon: Original Broadway Cast Recording | 1. 2008: Najlepszy film – To nie jest kraj dla starych ludzi | 1. 1994: Najlepszy musical – Passion 2. 2000: Najlepsza sztuka – Copenhagen 3. 2002: Najlepsza sztuka – The Goat, or Who Is Sylvia? 4. 2005: Najlepsza sztuka – Doubt 5. 2006: Najlepsza sztuka – The History Boys 6. 2009: Najlepsza sztuka – Bóg mordu 7. 2010: Najlepsze wznowienie sztuki – Fences 8. 2011: Najlepszy musical – Księga Mormona 9. 2012: Najlepsze wznowienie sztuki – Śmierć komiwojażera 10. 2014: Najlepsze wznowienie sztuki – A Raisin in the Sun 11. 2015: Najlepsza sztuka – Dziwny przypadek psa nocną porą 12. 2015: Najlepsze wznowienie sztuki – Skylight 13. 2016: Najlepsza sztuka – The Humans 14. 2016: Najlepsze wznowienie sztuki – A View From the Bridge 15. 2017: Najlepsze wznowienie musicalu – Hello, Dolly! 16. 2019: Najlepsza sztuka – The Ferryman 17. 2019: Najlepsze wznowienie sztuki – The Boys in the Band 18. 2021: Najlepsza sztuka – The Inheritance |
| 12  |         | Robert Lopez (1975–obecnie)        | 1. 2008: Najlepsze osiągnięcie w kompozycji i dyrekcji muzycznej – Wspaniałe zwierzaki 2. 2010: Najlepsze osiągnięcie w kompozycji i dyrekcji muzycznej – Wspaniałe zwierzaki 3. 2021: Najlepsza oryginalna muzyka i tekst – „Agatha All Along” z WandaVision                                                                                                   | 1. 2012: Najlepszy album musicalowy – The Book of Mormon: Original Broadway Cast Recording 2. 2015: Najlepsza kompilacyjna ścieżka dźwiękowa do medium wizualnego – Kraina lodu 3. 2015: Najlepsza piosenka napisana na rzecz medium wizualnego – „Let It Go” z Krainy lodu | 1. 2014: Najlepsza piosenka oryginalna – „Let It Go” z Krainy lodu 2. 2018: Najlepsza piosenka – „Remember Me” z Coco | 1. 2004: Najlepsza muzyka – Avenue Q 2. 2011: Najlepsze libretto – Księga Mormona 3. 2011: Najlepsza muzyka – Księga Mormona |
| 13  |         | Andrew Lloyd Webber (1948–obecnie) | 1. 2018: Najlepszy program specjalny, emitowany na żywo – Jesus Christ Superstar Live in Concert | 1. 1980: Najlepszy album ze sztuki teatralnej – Evita 2. 1983: Najlepszy album ze sztuki teatralnej – Koty 3. 1986: Najlepsza kompozycja współczesna – Requiem 4. 1990: Grammy Legend Award | 1. 1997: Najlepsza piosenka oryginalna – „You Must Love Me” z Evity | 1. 1980: Najlepsza muzyka – Evita 2. 1983: Najlepszy musical – Koty 3. 1983: Najlepsza muzyka – Koty 4. 1988: Najlepszy musical – Upiór w operze 5. 1995: Najlepszy musical – Sunset Boulevard 6. 1995: Najlepsza muzyka – Sunset Boulevard 7. 2018: specjalna nagrody Tony |
| 14  |         | Tim Rice (1944–obecnie)            | 1. 2018: Najlepszy program specjalny, emitowany na żywo – Jesus Christ Superstar Live in Concert | 1. 1980: Najlepszy album musicalowy – Evita 2. 1993: Piosenka roku – „A Whole New World” 3. 1993: Najlepszy album muzyczny dla dzieci – Aladdin – Original Motion Picture Soundtrack 4. 1993: Najlepsza piosenka napisana na rzecz filmu lub programu telewizyjnego – „A Whole New World” 5. 2000: Najlepszy album musicalowy – Elton John and Tim Rice’s Aida | 1. 1993: Najlepsza piosenka oryginalna – „A Whole New World” z Aladyna 2. 1995: Najlepsza piosenka – „Can You Feel the Love Tonight” z Króla lwa 3. 1997: Najlepsza piosenka – „You Must Love Me” z Evity | 1. 1980: Najlepsza muzyka – Evita 2. 1980: Najlepsze libretto – Evita 3. 2000: Najlepsza muzyka – Aida |
| 15  |         | John Legend (1978–obecnie)         | 1. 2018: Najlepszy program specjalny, emitowany na żywo – Jesus Christ Superstar Live in Concert 2. 2019: Najlepsze medium interaktywne dla programu dziennego – Crow: The Legend 3. 2022: Najlepszy program specjalny – Shelter Me: Soul Awakened 4. 2022: Najlepszy program krótkometrażowy – Cornerstones: Founding Voices of the Black Church               | 1. 2006: Najlepszy nowy artysta 2. 2006: Najlepszy album R&B – Get Lifted 3. 2006: Najlepszy męski występ wokalny R&B – „Ordinary People” 4. 2007: Najlepszy męski występ wokalny R&B – „Heaven” 5. 2007: Najlepszy występ wokalny R&B w duecie lub zespole – „Family Affair” 6. 2009: Najlepszy występ wokalny R&B w duecie lub zespole – „Stay with Me (By the Sea)” 7. 2011: Najlepsza piosenka R&B – „Shine” 8. 2011: Najlepszy występ wokalny tradycyjnego R&B – „Hang on in There” 9. 2011: Najlepszy album R&B – Wake Up! 10. 2016: Najlepsza piosenka napisana na rzecz medium wizualnego – „Glory” 11. 2020: Najlepszy występ rapowano-śpiewany – „Higher” 12. 2021: Najlepszy album R&B – Bigger Love | 1. 2015: Najlepsza piosenka oryginalna – „Glory” z Selmy | 1. 2017: Najlepsze wznowienie sztuki – Jitney |
| 16  |         | Alan Menken (1949–obecnie)         | 1. 1990: Specjalna nagroda Primetime Emmy za wkład w sukces antynarkotykowej kampanii Akademii dla dzieci 2. 2020: Najlepsza piosenka oryginalna w programie dziecięcym, młodzieżowym lub animowanym – „Waiting in the Wings” z Zaplątanych przygód Roszpunki                                                                                                   | 1. 1991: Najlepsze nagranie dla dzieci – Mała Syrenka 2. 1991: Najlepsza piosenka napisana na rzecz filmu lub programu telewizyjnego – „Under the Sea” 3. 1993: Najlepszy album dla dzieci – Piękna i Bestia 4. 1993: Najlepsza kompozycja instrumentalna napisana na rzecz filmu lub programu telewizyjnego – Piękna i Bestia 5. 1993: Najlepsza piosenka napisana na rzecz filmu lub programu telewizyjnego – „Beauty and the Beast” 6. 1994: Piosenka roku – „A Whole New World” 7. 1994: Najlepszy album muzyczny dla dzieci – Aladyn 8. 1994: Najlepsza kompozycja instrumentalna napisana na rzecz filmu lub programu telewizyjnego – Aladyn 9. 1994: Najlepsza piosenka napisana na rzecz filmu lub programu telewizyjnego – „A Whole New World” 10. 1996: Najlepsza piosenka napisana na rzecz filmu lub programu telewizyjnego – „Colors of the Wind” 11. 2012: Najlepsza piosenka napisana na rzecz medium wizualnego – „I See the Light” | 1. 1989: Najlepsza muzyka filmowa – Mała Syrenka 2. 1989: Najlepsza piosenka oryginalna – „Under the Sea” z Małej Syrenki 3. 1991: Najlepsza muzyka filmowa – Piękna i Bestia 4. 1991: Najlepsza piosenka – „Beauty and the Beast” z Pięknej i Bestii 5. 1992: Najlepsza muzyka filmowa – Aladyn 6. 1992: Najlepsza piosenka – „A Whole New World” z Aladyna 7. 1995: Najlepsza muzyka filmowa – Pocahontas 8. 1995: Najlepsza piosenka – „Colors of the Wind” z Pocahontas | 1. 2012: Najlepsza muzyka – Newsies |
| 17  |         | Jennifer Hudson (1981–obecnie)     | 1. 2021: Najlepsze medium interaktywne do programu dziennego – Baba Yaga | 1. 2009: Najlepszy album R&B – Jennifer Hudson 2. 2017: Najlepszy album ze sztuki teatralnej – The Color Purple | 1. 2007: Najlepsza aktorka drugoplanowa – Dreamgirls | 1. 2022: Najlepszy musical – A Strange Loop |
| 18  |         | Viola Davis (1965–obecnie)         | 1. 2015: Najlepsza aktorka w serialu dramatycznym – Sposób na morderstwo | 1. 2023: Najlepsze nagranie mówione, dokumentalne lub fabularne – Finding Me | 1. 2016: Najlepsza aktorka drugoplanowa – Płoty | 1. 2001: Najlepsza aktorka w sztuce – King Hedley II 2. 2010: Najlepsza aktorka pierwszoplanowa – Fences |
| 19  |         | Elton John (1947–obecnie)          | 1. 2024: Najlepszy program specjalny, emitowany na żywo – Elton John: Koncert na żywo z Dodger Stadium | 1. 1987: Najlepszy występ wokalny popowy w duecie lub zespole – „That’s What Friends Are For” 2. 1992: Najlepsza kompozycja instrumentalna – „Basque” 3. 1995: Najlepszy męski występ wokalny popowy – „Can You Feel the Love Tonight” 4. 1998: Najlepszy męski występ wokalny popowy – „Candle in the Wind 1997” 5. 1999: Grammy Legend Award 6. 2001: Najlepszy album musicalowy – Elton John and Tim Rice’s Aida | 1. 1995: Najlepsza piosenka oryginalna – „Can You Feel the Love Tonight” z Króla lwa 2. 2020: Najlepsza piosenka – „(I’m Gonna) Love Me Again” z Rocketmana | 1. 2000: Najlepsza muzyka – Aida |
| 20  |         | Benj Pasek (1985–obecnie)          | 1. 2024: Najlepsza oryginalna muzyka i tekst – „Which of the Pickwick Triplets Did It?” ze Zbrodni po sąsiedzku | 1. 2018: Najlepszy album musicalowy – Dear Evan Hansen 2. 2019: Najlepsza kompilacyjna ścieżka dźwiękowa do medium wizualnego – Król rozrywki | 1. 2017: Najlepsza piosenka oryginalna – „City of Stars” z La La Land | 1. 2017: Najlepsza muzyka – Dear Evan Hansen 2. 2022: Najlepszy musical – A Strange Loop |
| 21  |         | Justin Paul (1985–obecnie)         | 1. 2024: Najlepsza oryginalna muzyka i tekst – „Which of the Pickwick Triplets Did It?” ze Zbrodni po sąsiedzku | 1. 2018: Najlepszy album musicalowy – Dear Evan Hansen 2. 2019: Najlepsza kompilacyjna ścieżka dźwiękowa do medium wizualnego – Król rozrywki | 1. 2017: Najlepsza piosenka oryginalna – „City of Stars” z La La Land | 1. 2017: Najlepsza muzyka – Dear Evan Hansen 2. 2022: Najlepszy musical – A Strange Loop |

## Laureaci EGOT niekonkursowego
Sekcja przedstawia osoby, które są laureatami EGOT, ale w co najmniej jednym z plebiscytów zdobyły tylko nagrody niekonkursowe. Plebiscyty te zaznaczono kursywą w tabeli.
| Imię i nazwisko  | Liczba nagród | Lata | Rok pierwszej nagrody | Rok pierwszej nagrody | Rok pierwszej nagrody | Rok pierwszej nagrody | Rok  | Nagrodzone profesje            |
| Imię i nazwisko  | Liczba nagród | Lata | Emmy                  | Grammy                | Oscar                 | Tony                  | Rok  | Nagrodzone profesje            |
| ---------------- | ------------- | ---- | --------------------- | --------------------- | --------------------- | --------------------- | ---- | ------------------------------ |
| Barbra Streisand | 18            | 6    | 1965                  | 1964                  | 1968                  | 1970                  | 1970 | aktorka, piosenkarka           |
| Liza Minnelli    | 7             | 25   | 1973                  | 1990                  | 1972                  | 1965                  | 1990 | aktorka                        |
| James Earl Jones | 8             | 42   | 1991                  | 1966                  | 2011                  | 1969                  | 2011 | aktor                          |
| Harry Belafonte  | 6             | 60   | 1960                  | 1961                  | 2014                  | 1954                  | 2014 | aktor, piosenkarz              |
| Quincy Jones     | 33            | 52   | 1977                  | 1960                  | 1994                  | 2016                  | 2016 | kompozytor, producent muzyczny |
| Frank Marshall   | 4             | 4    | 2023                  | 2023                  | 2019                  | 2022                  | 2023 | reżyser, producent             |

### Lista zdobytych nagród
| Lp. | Zdjęcie | Imię, nazwisko i lata życia     | Emmy | Grammy | Oscary | Tony |
| --- | ------- | ------------------------------- | --- | --- | --- | --- |
| 1   |         | Barbra Streisand (1942–obecnie) | 1. 1965: Najlepsze indywidualny osiągnięcie w rozrywce: aktorzy i prezenterzy – My Name Is Barbra 2. 1995: Najlepszy występ pojedynczy w programie specjalnym lub muzycznym – Barbra Streisand: The Concert 3. 1995: Najlepszy program specjalny, muzyczny lub komediowy – Barbra Streisand: The Concert 4. 2001: Najlepszy program specjalny – Reel Models: The First Women of Film 5. 2001: Najlepszy występ pojedynczy w programie specjalnym lub muzycznym – Timeless: Live in Concert | 1. 1964: Najlepszy żeński występ wokalny – The Barbra Streisand Album 2. 1964: Album roku – The Barbra Streisand Album 3. 1965: Najlepszy żeński występ wokalny – „People” 4. 1966: Najlepszy żeński występ wokalny – My Name Is Barbra 5. 1978: Piosenka roku – „Evergreen (Love Theme from A Star Is Born)” 6. 1978: Najlepszy żeński występ wokalny popowy – „Evergreen (Love Theme from A Star Is Born)” 7. 1981: Najlepszy występ wokalny popowy w duecie lub zespole – „Guilty” 8. 1987: Najlepszy żeński występ wokalny – The Broadway Album 9. 1992: Grammy Legend Award 10. 1995: Grammy Lifetime Achievement Award | 1. 1969: Najlepsza aktorka pierwszoplanowa – Zabawna dziewczyna 2. 1977: Najlepsza piosenka oryginalna – „Evergreen (Love Theme from A Star Is Born)” z Narodzin gwiazdy | 1. 1970: Specjalna nagroda Tony dla gwiazdy dekady |
| 2   |         | Liza Minnelli (1946–obecnie)    | 1. 1973: Najlepszy jednorazowy program specjalny lub muzyczny – Liza with a Z | 1. 1990: Grammy Legend Award | 1. 1973: Najlepsza aktorka pierwszoplanowa – Kabaret | 1. 1965: Najlepsza aktorka pierwszoplanowa w musicalu – Flora the Red Menace 2. 1974: Specjalna nagroda Tony za „dodanie połysku sezonowi na Broadwayu” 3. 1978: Najlepsza aktorka pierwszoplanowa w musicalu – The Act 4. 2009: Najlepsze specjalne wydarzenie teatralne – Liza’s at The Palace…! |
| 3   |         | James Earl Jones (1931–2024)    | 1. 1991: Najlepszy aktor pierwszoplanowy w serialu dramatycznym – Gabriel’s Fire 2. 1991: Najlepszy aktor drugoplanowy w miniserialu lub filmie telewizyjnym – Heat Wave 3. 2000: Najlepszy występ w specjalnym programie dziecięcym – Koniec lata | 1. 1977: Najlepsze nagranie mówione – Great American Documents | 1. 2002: Oscar honorowy | 1. 1969: Najlepszy aktor pierwszoplanowy w dramacie – The Great White Hope 2. 1987: Najlepszy aktor pierwszoplanowy w dramacie – Fences 3. 2017: Specjalna nagroda Tony za całokształt twórczości                                                                                                  |
| 4   |         | Harry Belafonte (1927–2023)     | 1. 1960: Najlepszy występ indywidualny w programie specjalnym lub muzycznym – Tonight with Belafonte | 1. 1961: Najlepszy występ folkowy – Swing Dat Hammer 2. 1966: Najlepszy występ folkowy – An Evening with Belafonte/Makeba 3. 2000: Grammy Hall of Fame | 1. 2015: Nagroda za działalność humanitarną im. Jeana Hersholta 2. 2024: Oscar honorowy                                                                                  | 1. 1954: Najlepszy aktor drugoplanowy w musicalu – John Murray Anderson’s Almanac |
| 5   |         | Quincy Jones (1933–2024)        | 1. 1977: Najlepsza muzyka do serialu – Korzenie | 1. 1964: Najlepsza aranżacja instrumentalna – „I Can’t Stop Loving You” 2. 1970: Najlepszy występ jazzowy dużej grupy lub solistów z dużymi grupami – Walking in Space 3. 1972: Najlepszy popowy występ instrumentalny – Smackwater Jack 4. 1974: Najlepsza aranżacja instrumentalna – „Summer in the City” 5. 1979: Najlepsza aranżacja instrumentalna – „Main Title (Overture, Part One)” 6. 1981: Najlepsza aranżacja instrumentalna – „Dinorah, Dinorah” 7. 1982: Producent roku 8. 1982: Najlepsza aranżacja instrumentalna w utworze wokalnym – „Ai No Corrida” 9. 1982: Najlepsza aranżacja instrumentalna w utworze instrumentalnym – „Velas” 10. 1982: Najlepszy album do przedstawienia – Lena Horne: The Lady and Her Music 11. 1982: Najlepszy występ wokalny R&B duetu lub zespołu – „The Dude” 12. 1984: Producent roku (nieklasyczny) 13. 1982: Album roku – Thriller 14. 1982: Nagranie roku – „Beat It” 15. 1982: Najlepsze nagranie dla dzieci – E.T. the Extra-Terrestrial 16. 1985: Najlepsza aranżacja instrumentalna w utworze instrumentalnym – „Grace (Gymnastics Theme)” 17. 1986: Nagranie roku – „We Are the World” 18. 1986: Najlepszy występ wokalny popowy duetu lub zespołu – „We Are the World” 19. 1986: Najlepszy teledysk krótkometrażowy – „We Are the World” 20. 1991: Producent roku (nieklasyczny) 21. 1991: Album roku – Back on the Block 22. 1991: Najlepsza aranżacja instrumentalna w utworze wokalnym – „The Places You Find Love” 23. 1991: Najlepsza aranżacja instrumentalna w utworze instrumentalnym – „Birdland” 24. 1991: Najlepszy występ jazz fusion – „Birdland” 25. 1991: Najlepszy występ rapowy duetu lub zespołu – „Back on the Block” 26. 1992: Grammy Legend Award 27. 1994: Najlepszy występ dużej grupy jazzowej – Miles & Quincy Live at Montreux 28. 2002: Najlepszy album mówiony – Q: The Autobiography of Quincy Jones 29. 2019: Najlepszy film muzyczny – Quincy | 1. 1995: Nagroda za działalność humanitarną im. Jeana Hersholta | 1. 2015: Najlepsze wznowienie musicalu – The Color Purple |
| 6   |         | Frank Marshall (1946–obecnie)   | 1. 2023: Najlepszy dokument pełnometrażowy – Drużyna Odkupienia (nagroda Sports Emmy) | 1. 2023: Najlepszy film muzyczny – Festiwal jazzu w Nowym Orleanie: Kolebka kultury stanu Luizjana | 1. 2019: Nagroda im. Irvinga G. Thalberga | 1. 2022: Najlepszy musical – A Strange Loop |

## Laureaci trzech z czterech nagród
Źródła do nagród:
†  oznacza, że osoba już nie żyje.

◊  oznacza, że osoba była nominowana do nagrody, której jej brakuje, w kategorii konkursowej.
| 1. Henry Fonda†, ◊ 2. Oscar Hammerstein II† 3. Alan Jay Lerner† 4. Frank Loesser† 5. Stephen Sondheim† 6. Jule Styne† | 1. Jack Albertson† 2. Anne Bancroft† 3. Ingrid Bergman† 4. Shirley Booth† 5. Ralph Burns†, ◊ 6. Ellen Burstyn◊ 7. Melvyn Douglas† 8. Bob Fosse† 9. Jeremy Irons◊ 10. Glenda Jackson† 11. Jessica Lange 12. Frances McDormand 13. Liza Minnelli◊ 14. Helen Mirren 15. Thomas Mitchell† 16. Al Pacino◊ 17. Christopher Plummer†, ◊ 18. Vanessa Redgrave◊ 19. Jason Robards†, ◊ 20. Geoffrey Rush 21. Paul Scofield†, ◊ 22. Maggie Smith† 23. Maureen Stapleton†, ◊ 24. Peter Stone† 25. Jessica Tandy† 26. Paul Tazewell 27. Tony Walton† | 1. Harry Belafonte† 2. Leonard Bernstein†, ◊ 3. Jerry Bock† 4. Martin Charnin† 5. Cy Coleman†, ◊ 6. André De Shields 7. Fred Ebb†, ◊ 8. Cynthia Erivo◊ 9. Anne Garefino 10. George Grizzard† 11. Julie Harris†, ◊ 12. Hugh Jackman◊ 13. Billy Joel 14. James Earl Jones†, ◊ 15. Quincy Jones†, ◊ 16. Rachel Bay Jones 17. John Kander◊ 18. Tom Kitt 19. Alex Lacamoire 20. Stan Lathan 21. Cyndi Lauper 22. Katrina Lenk 23. Frank Marshall◊ 24. John Mauceri 25. Audra McDonald 26. Bette Midler◊ 27. Lin-Manuel Miranda◊ 28. Cynthia Nixon 29. Trey Parker◊ 30. Ben Platt 31. Billy Porter 32. Scott Sanders 33. Marc Shaiman◊ 34. Bill Sherman 35. Ari’el Stachel 36. Matt Stone 37. Charles Strouse† 38. Lily Tomlin◊ 39. Dick Van Dyke 40. James Whitmore†, ◊ 41. Scott Wittman◊ 42. David Yazbek | 1. John Addison† 2. Adele 3. Kristen Anderson-Lopez◊ 4. Julie Andrews◊ 5. Burt Bacharach†, ◊ 6. Jon Batiste 7. Alan Bergman 8. Marilyn Bergman† 9. Jon Blair 10. George Burns† 11. Cher 12. Common 13. Eminem 14. Rob Epstein 15. James Gay-Rees 16. Michael Giacchino 17. Alex Gibney 18. Alex Gibson 19. Ludwig Göransson 20. Brian Grazer◊ 21. Hildur Guðnadóttir 22. H.E.R. 23. Ron Howard 24. Lady Gaga 25. Paul McCartney 26. James Moll 27. Shawn Murphy 28. Morgan Neville 29. Randy Newman 30. Sid Ramin† 31. Trent Reznor 32. Caitrin Rogers 33. Atticus Ross 34. Martin Scorsese 35. Ringo Starr 36. Barbra Streisand◊ 37. Peter Ustinov†, ◊ 38. John Williams 39. Robin Williams† 40. Kate Winslet |

## Nominowani do EGOT
Poniższe osoby były nominowane do wszystkich czterech nagród w kategoriach konkursowych, ale w co najmniej jednej z nich nie wygrały.
Źródła do nagród:
†  oznacza, że osoba już nie żyje.
1. Lynn Ahrens(inne języki)
2. Alan Alda
3. Joan Allen
4. Woody Allen
5. Judith Anderson†
6. Kristen Anderson-Lopez(inne języki)
7. Julie Andrews
8. Alan Arkin†
9. Howard Ashman(inne języki)†
10. Burt Bacharach†
11. Lauren Bacall†
12. Ed Begley†
13. Elmer Bernstein†
14. Leonard Bernstein†
15. Danielle Brooks
16. Ralph Burns†
17. Ellen Burstyn
18. Richard Burton†
19. David Byrne
20. Sammy Cahn†
21. Keith Carradine
22. Diahann Carroll†
23. Stockard Channing
24. Don Cheadle
25. Glenn Close
26. Cy Coleman(inne języki)†
27. Fred Ebb†
28. Cynthia Erivo
29. José Ferrer†
30. Henry Fonda†
31. Jane Fonda
32. Morgan Freeman
33. Judy Garland†
34. Jack Gilford†
35. Elliot Goldenthal
36. Brian Grazer
37. Joel Grey
38. Julie Harris†
39. Katharine Hepburn†
40. Jeremy Irons
41. Hugh Jackman
42. James Earl Jones†
43. Quincy Jones†
44. John Kander
45. Tony Kushner
46. Angela Lansbury†
47. Michel Legrand†
48. Jack Lemmon†
49. John Lithgow
50. Kenny Loggins
51. Frank Marshall
52. Max Martin
53. Steve Martin
54. Bette Midler
55. Liza Minnelli
56. Lin-Manuel Miranda
57. Paul Newman†
58. Laurence Olivier†
59. Leslie Odom Jr.(inne języki)
60. Al Pacino
61. Trey Parker
62. Dolly Parton
63. Christopher Plummer†
64. Sidney Poitier†
65. André Previn†
66. Lynn Redgrave†
67. Vanessa Redgrave
68. Jason Robards†
69. Mark Ruffalo
70. Adam Schlesinger(inne języki)†
71. Paul Scofield†
72. Marc Shaiman
73. David Shire(inne języki)
74. Paul Simon
75. Glenn Slater(inne języki)
76. Will Smith
77. Tom Snow(inne języki)
78. Kevin Spacey
79. Bruce Springsteen
80. Sting
81. Maureen Stapleton†
82. Barbra Streisand
83. Meryl Streep
84. Lily Tomlin
85. Stanley Tucci
86. Peter Ustinov†
87. Jimmy Van Heusen†
88. Denzel Washington
89. Sigourney Weaver
90. James Whitmore†
91. Scott Wittman(inne języki)
92. Hans Zimmer